# 809年
| 千纪： | 1千纪                                                                                           |
| 世纪： | 8世纪 \| 9世纪 \| 10世纪                                                                        |
| 年代： | 770年代 \| 780年代 \| 790年代 \| 800年代 \| 810年代 \| 820年代 \| 830年代                       |
| 年份： | 804年 \| 805年 \| 806年 \| 807年 \| 808年 \| 809年 \| 810年 \| 811年 \| 812年 \| 813年 \| 814年 |
| 纪年： | 己丑年（牛年）；唐元和四年；南诏应道元年；日本大同四年；渤海国正曆十五年                        |

## 大事记
- 日本
  - 4月1日：平城天皇讓位於嵯峨天皇。
- 拜占廷皇帝尼斯福鲁斯一世（？－811年）因与保加利亚人开战，向法兰克议和。
- 拜占廷皇帝尼斯福鲁斯一世（？－811年）攻陷保加利亚首都普利斯卡。